# Гетто в Ивенце
Гетто в Ивенце́ (10 ноября 1941 — 9 июня 1942) — еврейское гетто, место принудительного переселения евреев города Ивенец Минской области в процессе преследования и уничтожения евреев во время оккупации территории Белоруссии войсками нацистской Германии в период Второй мировой войны.

## Оккупация Ивенца и создание гетто
Немцы оккупировали Ивенец на протяжении трёх лет — с 25 июня 1941 года до 6 июля 1944 года. Многие евреи не хотели ни своевременно эвакуироваться, ни уходить затем в лес, потому что помнили по Первой мировой войне, что немцы вели себя без особой жестокости.
Уже летом 1941 года немцы, с целью контроля за выполнением своих приказов и организации принудительных работ, заставили евреев Ивенца организовать юденрат. Под страхом смерти евреям было приказано нашить на одежду шестиконечные звёзды.
Местные полицаи постоянно избивали и грабили евреев. Их заставляли выполнять грязные и тяжёлые работы, используя как рабов на уборке улиц, конюшен и для другой чёрной работы.
Немцы очень серьёзно относились к возможности еврейского сопротивления, и поэтому в большинстве случаев в первую очередь убивали в гетто или ещё до его создания евреев-мужчин в возрасте от 15 до 50 лет — несмотря на экономическую нецелесообразность, так как это были самые трудоспособные узники. По этой причине 14 июля 1941 года 14 евреев-мужчин молодого и среднего возраста, представителей интеллигенции, эсэсовцы из Воложина с помощью местной полиции и некоторых из местных жителей арестовали и под надуманным предлогом увезли и расстреляли.
5 сентября 1941 года прибывшая в Ивенец зондеркоманда при участии местной полиции убила около 50 евреев.
10 ноября 1941 года нацисты, реализуя гитлеровскую программу уничтожения евреев, согнали оставшихся евреев — в большинстве стариков, женщин и детей, — в гетто, ограниченное улицами Школьной, Млыновой и рекой.

## Условия в гетто

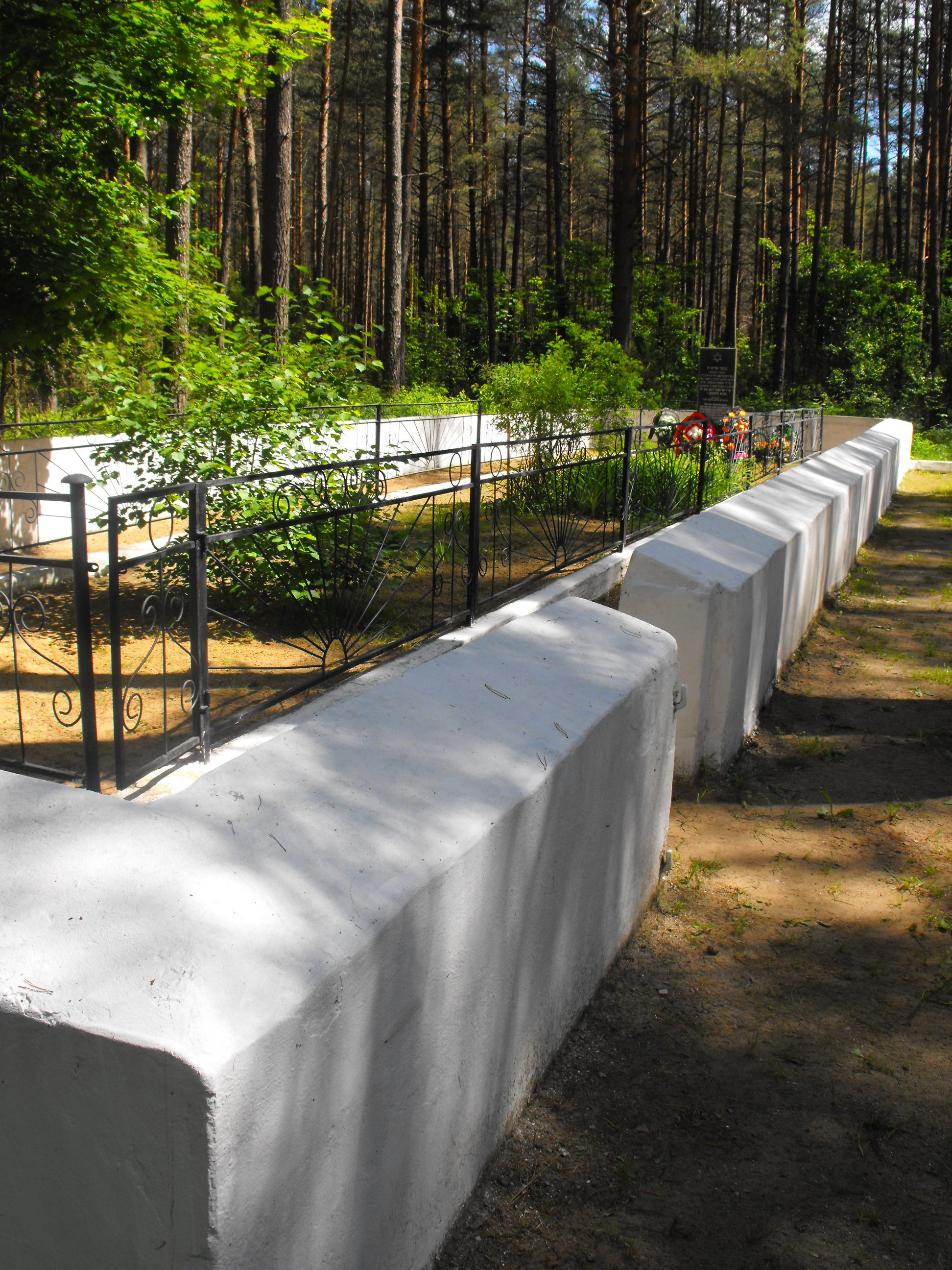
Мемориал на месте расстрельного рва в урочище Пищуги

11 ноября 1941 года евреев заставили самих соорудить забор, окруживший гетто с трёх сторон, а с четвёртой стороны естественной границей гетто стала река (это помогло осуществлению нескольких побегов, особенно зимой по льду). Гетто было огорожено колючей проволокой и охранялось немецкими солдатами и белорусскими полицаями, пресекавшими попытки контакта узников с местным населением.
Внутри гетто в каждый дом были заселены по 4-5 семей, вынужденных жить в чрезвычайно стеснённых условиях без канализации и при полном отсутствии медицинской помощи. Основной едой был картофель, тайком обменянный на вещи и другие ценности у местных крестьян. Ежедневно евреев гоняли на принудительные работы. Несмотря на эти условия, в двух синагогах, находившихся на территории гетто, продолжали исполняться иудейские религиозные обряды.

## Уничтожение гетто
Очередная «акция» (таким эвфемизмом гитлеровцы называли организованные ими массовые убийства) в Ивенце произошла в апреле 1942 года. Немцы собрали 120 самых трудоспособных из оставшихся еврейских мужчин. Мастеров-специалистов пешком депортировали в Новогрудское гетто, а а остальных в качестве чёрнорабочих отправили в распоряжение организации Тодта в Дво́рец. По дороге многие погибли от голода и истощения, а часть была застрелена конвоирами.
8-9 мая 1942 года в Ивенецкое гетто также были пригнаны трудоспособные евреи из Волмы, Деревной, Каменя, Налибок, Рубежевич и других местечек Налибокской пущи.
1 июня 1942 года узников гетто в возрасте от 15 до 55 лет согнали в помещение польской казармы, избили и, продержав взаперти всю ночь, отправили пешком в Любчу и далее поездом в Новогрудок. Падающих от истощения в дороге расстреливали.
8 июня 1942 года немцы привели около 40 евреев из гетто к Красному костёлу на улицу «17 сентября», дали им лопаты, и на опушке леса в 500 метрах от церкви, в урочище Пишчуги недалеко от северной окраины Ивенца по дороге на Першаи, приказали вырыть большую и глубокую яму. В этот же день в Ивенец прибыли 2-3 машины с литовскими полицаями.
На следующий день, 9 (5) июня 1942 года, все евреи, находившиеся в Ивенецком гетто, были утром пригнаны в лес и убиты у приготовленного рва из пулемётов — 600 стариков и 200 детей (1025, 1500 человек). Убийство продолжалось с 04.00 до 11.00 утра. Множество жертв были сброшены в яму ещё живыми и засыпались известью. Маленьким детям полицаи разбивали голову или просто бросали в яму живыми. Убийства осуществляла только литовская полиция, белорусские полицаи в уничтожении ивенецких евреев не принимали участия.
3 сентября 1942 года на этом же месте были убиты ещё 50 евреев.

## Палачи и организаторы убийств
После оккупации Ивенца главой командования СД был унтерштурмфюрер СС Вальдемар Амелунг (Waldemar Amelung) (умер в 1954 году). В апреле 1942 года на его место был назначен оберштурмфюрер СС Франц Грунцфельдер (Franz Grunzfelder), убитый 9 июня 1942 года.

## Память
В лесу около Ивенца на братской могиле евреев Ивенецкого гетто, убитых нацистами, в 1965 году был установлен памятник, обновлённый в начале 1990-х.
Опубликованы неполные списки убитых евреев Ивенца.